# 1997 VY8
1997 VY8 är en asteroid i huvudbältet som upptäcktes den 1 november 1997 av de båda japanska astronomerna Seiji Ueda och Hiroshi Kaneda i Kushiro.
Asteroiden har en diameter på ungefär 9 kilometer och den tillhör asteroidgruppen Eos.